# Solomon (Pianist)
Solomon Cutner, bekannt unter seinem Künstlernamen Solomon, CBE (* 9. August 1902 in London; † 2. Februar 1988 ebenda) war ein britischer Pianist.

## Leben
Als Sohn jüdischer Immigranten (der Vater polnischer, die Mutter deutscher Abstammung) im Londoner East End zur Welt gekommen, wurde er seit 1908 von Mathilde Verne, einer Schülerin von Clara Schumann, unterrichtet und von jener als „Wunderkind“ herausgebracht. Im Alter von sieben Jahren spielte er die Klavierfassung von Tschaikovskys Ouvertüre 1812. 1911 kündigte Mathilde Verne ihn als „Solomon – aged 8 years“ an und gab ihm so seinen Künstlernamen. 1917 wollte der von der frühen Karriere überforderte Junge, dessen Eltern 1915 die Verbindung zu Mathilde Verne beendet hatten, seine Laufbahn aufgeben und gab ein Abschiedskonzert; 1919 erlitt er erneut einen Nervenzusammenbruch, von dem er sich nur langsam erholte. Anfang der Zwanzigerjahre (u. a. nach Studien bei dem Leschetizky-Schüler Simon Rumschinsky und bei Lazare Lévy in Paris) hatte er ein erfolgreiches Comeback, gefolgt von einer bedeutenden internationalen Karriere als Konzertpianist, bis diese Ende 1956 durch einen Schlaganfall abrupt beendet wurde.
Solomon gehörte zweifellos zu den großen Pianisten des 20. Jahrhunderts, und viele seiner von Walter Legge produzierten Aufnahmen bezeugen die außerordentlich sensible Tonqualität und Tiefe seines nie vordergründig virtuosen Klavierspiels, obwohl er über eine mühelose, große Klaviertechnik verfügte. Mehr als 30 Jahre seines Lebens war Solomon ein aktives Musizieren nicht mehr vergönnt.
1946 wurde Solomon der Commander of the Order of the British Empire verliehen.